# Myriopteris mexicana
Myriopteris mexicana är en kantbräkenväxtart som först beskrevs av George Edward Davenport, och fick sitt nu gällande namn av Grusz och Windham. Myriopteris mexicana ingår i släktet Myriopteris och familjen Pteridaceae. Inga underarter finns listade.